# El Carmen de Viboral
El Carmen de Viboral – miasto i gmina w Kolumbii, w departamencie Antioquia. 

## Opis
Miejscowość została założona w 1714 roku. Patronem miasta jest Matka Boża z Góry Karmel.